# 18294 Rudenko
18294 Rudenko è un asteroide della fascia principale. Scoperto nel 1978, presenta un'orbita caratterizzata da un semiasse maggiore pari a 2,2762987 UA e da un'eccentricità di 0,1980126, inclinata di 6,49318° rispetto all'eclittica.